# Melina Marchetta
Melina Marchetta (Sydney, 25 marzo 1965) è una scrittrice australiana.

## Biografia
Di origine italiana, ha svolto per circa un decennio l'attività di insegnante in una scuola media superiore di Sydney fino al 2006, dopo la quale data si è dedicata a tempo pieno alla scrittura. I suoi libri sono stati tradotti in 17 lingue. Del suo primo romanzo (Looking for Alibrandi) nel 2000 è stato tratto il film omonimo diretto da Kate Woods (in lingua italiana: Terza generazione) di cui Melina Marchetta è stata anche sceneggiatrice.

## Scritti
- Looking for Alibrandi, Ringwood: Penguin, 1992, ISBN 0140360468; edizione in lingua italiana: Terza generazione; traduzione di Angela Ragusa, Milano: Mondadori, 1999, ISBN 88-04-47014-3, ISBN 9788804470144
- Saving Francesca, Camberwell [et al.]: Penguin; Viking, 2003, ISBN 0670040452; edizione in lingua italiana: Il mondo in briciole; traduzione di Egle Costantino, Milano: A. Mondadori, 2004, ISBN 88-04-52840-0, ISBN 9788804528401
- Jellicoe Road, HarperTeen, 2006, ISBN 0061431834, ISBN 978-0061431838
- Finnikin of the Rock, HarperTeen, 2006, ISBN 9780670072811